# Un minuto de vida
Un minuto de vida es una película ecuatoriana de drama y acción, dirigida y protagonizada por Nixon Chalacamá, como protagonista principal. Fue estrenada el 28 de septiembre de 2018 bajo la productora Adilaser Producciones.

## Sinopsis
La película narra la historia del doctor Sixto Crespo, un traficante de mujeres que opera desde Ecuador hacia mercados europeos. Crespo enfrenta varios desafíos, incluyendo la vigilancia de las autoridades y la amenaza del teniente Zambrano, hermano de Nixon, quien está decidido a detenerlo. En su búsqueda de poder y control, Crespo recurre a métodos violentos y despiadados, incluyendo el asesinato de aquellos que se interponen en su camino.
Mientras tanto, Nixon, junto con su abogado, intenta abordar el caso contra los hermanos Burgos, implicados en el tráfico de blancas. A medida que los eventos se desarrollan, Nixon se involucra en una serie de confrontaciones con Crespo y sus hombres, lo que lleva a varios enfrentamientos violentos y una serie de traiciones. La película presenta una tensa batalla entre la ley y el crimen organizado, destacando la brutalidad y la corrupción presentes en ambos lados.
En el clímax de la película, Crespo es finalmente capturado y condenado a prisión, pero no antes de causar una gran cantidad de caos y violencia. Nixon, después de una serie de enfrentamientos dramáticos y traiciones, también termina en la cárcel, traicionado por su propio abogado. La historia concluye con una tensa confrontación entre Nixon y Crespo en prisión, simbolizando el conflicto interminable entre el crimen y la justicia.

## Realización
Se comenzó a rodar en el 2014 y se tenía previsto su estreno para el mes de diciembre del mismo año, pero la falta de presupuesto hizo que se retrasara y que su estreno estuviera para el 2018 gracias a un apoyo económico del municipio de Chone.
El costo de la cinta fue de aproximadamente 100 mil dólares, siendo una de las películas más caras del cine ecuatoriano.
El tema principal del filme es sobre la trata de blancas en el Ecuador. Fue rodada en las ciudades de Chone, El carmen, Pedernales, Bahía de Caráquez, Manta, Portoviejo, Guayaquil y Quito.

## Protagonistas
La película cuenta con la participación de 300 actores en escena: A continuación se mencionan los principales:
- Nixon Chalacamá
- Sixto Zambrano
- Yamile Avellán
- Edward Speaks
- Gutembert Hurtado
- Orlando Vélez

## Secuela
Tras el estreno el director Nixon Chalacamá afirmó que la película tendría una segunda parte, prevista a estrenarse en septiembre del 2019. Pero debido a la falta de presupuesto el rodaje no se llevó a cabo. 